# Autobahn
Autobahn är det tyska ordet för motorväg, se Motorvägar i Tyskland och Motorvägar i Österrike
Autobahn är ett musikalbum och en låt av gruppen Kraftwerk som gavs ut i november 1974 av skivbolaget Phonogram på etiketten Philips. Skivbolaget lät, utan bandets vetskap, korta ned låten till en 3 minuter lång radioversion som också blev den singel som blev bandets stora genombrott internationellt. Denna tre minuter långa singel hamnade som bäst på plats 25 på US Billboard-listan och den hamnade på elfte plats på försäljningslistan i Storbritannien. Det var med denna hit i bagaget som Kraftwerk gav sig ut på sin långa turné i USA 1975. 
Detta album anses vara en av de allra första elektroniska popskivorna, och det är ett av de viktigaste när det kommer till populariseringen av elektronisk musik, trots att albumet inte enbart består av elektroniskt skapade ljud utan även av gitarr, flöjt och fiol. Titelspåret "Autobahn" är ett nästan 23 minuter långt epos om känslan att köra på motorvägen med allt som hör till – dunket när bilen kör över skarvarna i betongunderlaget, ljudet av vindrutetorkare, inställning av radiokanaler.
Omslaget är ett collage skapat av konstnären Emil Schult som också var med och skrev texten till låten "Autobahn" tillsammans med Hütter och Schneider. På framsidan ser man ett avsnitt av en tysk motorvägssträcka (Autobahn) med en vit Volkswagen-bubbla och en svart Mercedes-Benz. På omslagets baksida ser vi ett fotografi av Barbara Niemöller med gruppen sittande i baksätet på en bil. Från vänster till höger sitter; Hütter, Schneider, Röder och Flür vars huvud är inretuscherat ovanpå Emil Schults kropp.

## Låtlista
Alla låtar är skrivna och komponerade av Ralf Hütter och Florian Schneider; Om inget annat anges. 
| 1. | Autobahn | Ralf Hütter, Florian Schneider, Emil Schult | 22:43 |

| 2. | Kometenmelodie 1  | 6:26 |
| 3. | Kometenmelodie 2  | 5:48 |
| 4. | Mitternacht       | 3:43 |
| 5. | Morgenspaziergang | 4:04 |

## Medverkande
- Ralf Hütter – musik, koncept, text, produktion, sång och elektronik
- Florian Schneider – musik, koncept, text, produktion, sång och elektronik
- Klaus Röder – fiol och gitarr
- Wolfgang Flür – slagverk
- Konrad Plank – producent
- Emil Schult – text och skivomslag
- Barbara Niemöller – fotograf